# Дзюбенко, Наталья Михайловна
Наталья Михайловна Дзюбенко (род. 24 декабря 1958, Москва, РСФСР, СССР) — советский и российский художник по костюмам. Лауреат премии «Ника» (2010).

## Биография
Наталья Дзюбенко родилась 24 декабря 1958 года в Москве.
В 1977 году окончила МСХШ при Институте им. Сурикова и поступила на художественный факультет ВГИКа по специальности «Художник по костюмам» (мастерская О. С. Кручининой), который окончила в 1983 году.
Первой работой Натальи Дзюбенко стали костюмы для фильма Киры Муратовой «Среди серых камней», снятого на Одесской киностудии. Большую помощь в её работе отказало знакомство с режиссёром и художником Рустамом Хамдамовым: «Мы брали для картины костюмы в Кишинёве, в Питере, лазили с Кирой Муратовой по чердакам в Одессе, и то, что Хамдамов показал мне, как можно набросить тряпку, и она становится произведением искусства — это было уроком на всю жизнь. Потому что я поняла: костюм можно сделать из всего. Конечно, кино и режиссёр диктуют, но художник всегда может выбрать свой стиль и чем он неожиданнее, тем лучше». Большой опыт Наталья Дзюбенко приобрела, работая под руководством Лидии Нови на картине Сергея Бондарчука «Борис Годунов». Подготовка к картине длилась почти 2 года, в отсутствии компьютеров все материалы искались по библиотекам и музеям. Художники работали с утра до ночи, сами разрабатывали ткани, работали вместе с вышивальщицами, красильщицами.
Наталья Дзюбенко сотрудничала с режиссёрами Сергеем Соловьёвым («Чёрная роза — эмблема печали, красная роза — эмблема любви» и «Анна Каренина», Владимиром Меньшовым («Зависть богов»), Никитой Михалковым («12»), Павлом Лунгиным («Царь»), Владимиром Хотиненко «Достоевский». Неоднократно номинировалась на премии «Ника» и «Золотой орёл». В 2010 году была награждена премией «Ника» за лучшую работу художника по костюмам за фильм «Анна Каренина».
В 2004 году организовала мастерскую по пошиву и прокату исторических костюмов для театра и кино.

## Фильмография
- 1983 — Среди серых камней
- 1987 — Байка
- 1989 — Испанская актриса для русского министра
- 1994 — Полицейская академия: Миссия в Москве
- 1990 — Чёрная роза — эмблема печали, красная роза — эмблема любви
- 1993 — Стрелец неприкаянный
- 2000 — Приходи на меня посмотреть
- 2000 — Зависть богов
- 2001 — Земля мамонтов / Land of the Mammoth
- 2007 — 12
- 2009 — Анна Каренина
- 2009 — Книга мастеров
- 2009 — Царь
- 2010 — Иванов
- 2010 — Выкрутасы
- 2010 — Достоевский
- 2012 — Поддубный
- 2013 — Иуда
- 2017 — Легенда о Коловрате

## Награды и номинации
- 1990 — номинация на премию «Ника» — «За лучшую работу художника по костюмам» («Чёрная роза — эмблема печали, красная роза — эмблема любви»)
- 1994 — номинация на премию «Ника» — «За лучшую работу художника по костюмам» («Стрелец неприкаянный»)
- 2008 — номинация на премию «Ника» — «За лучшую работу художника по костюмам» («1612: Хроники смутного времени»)
- 2010 — номинация на премию «Ника» — «За лучшую работу художника по костюмам» («Царь»)
- 2010 — премия «Ника» — «За лучшую работу художника по костюмам» («Анна Каренина»)[3]
- 2014 — номинация на премию «Ника» — «За лучшую работу художника по костюмам» («Иуда»)
- 2015 — номинация на премию «Ника» — «За лучшую работу художника по костюмам» («Поддубный»)
- 2008 — номинация на премию «Золотой орёл» — «За лучшую работу художника по костюмам» («1612: Хроники смутного времени»)[4]
- 2010 — номинация на премию «Золотой орёл» — «За лучшую работу художника по костюмам» («Царь»)
- 2010 — номинация на премию «Золотой орёл» — «За лучшую работу художника по костюмам» («Анна Каренина»)
- 2011 — номинация на премию «Золотой орёл» — «За лучшую работу художника по костюмам» («Иванов»)
- 2015 — номинация на премию «Золотой орёл» — «За лучшую работу художника по костюмам» («Поддубный»)